# 佐久間亜依
佐久間亜依（さくま あい、1985年3月22日 - ）は、日本のタレント。元A-Light所属。大阪府出身。血液型はO型。趣味は絵、ネイルアート、ジャズダンス、タップダンス。

## 出演作品

### CM
- 明治製菓「ミルクチョコレート」
- ロッテ「BLACK BLACK」

### スチル
- 河合塾「春・夏・秋・冬」（2002年）
- 味の素（2003年）
- リクルート社雑誌「とらばーゆ」（2007年）

### TV
- こちら第3社会部（2002年、TBS）
- 堂本光一の見ちゃダメ「ビバデブ」（2004年）

### PV
- サザンオールスターズ「TSUNAMI」（2000年）
- 沖電気工業 社内PV（2004年）